# Draisina

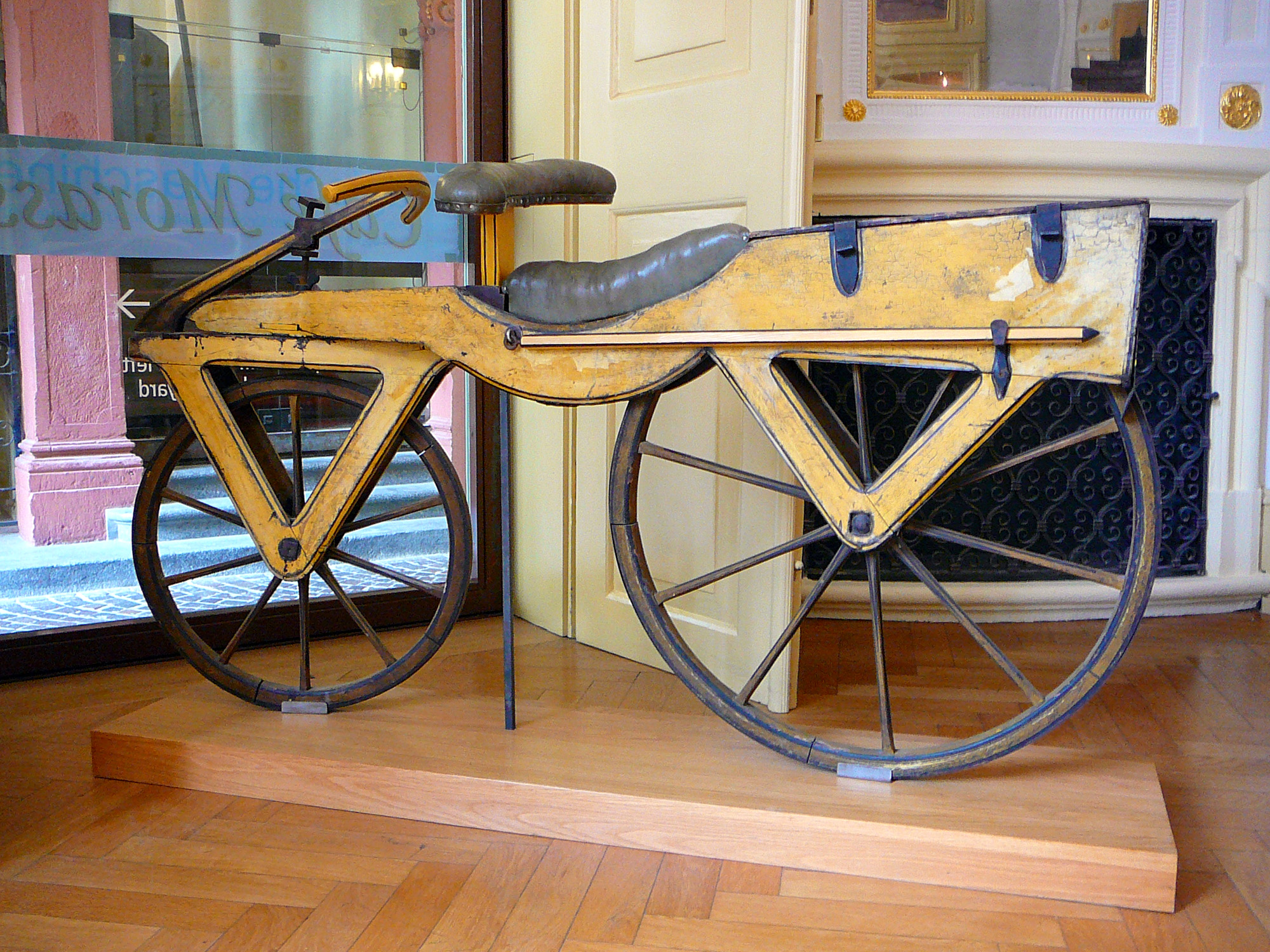
Dřevěná draisina upravená neznámým řemeslníkem, kolem 1820

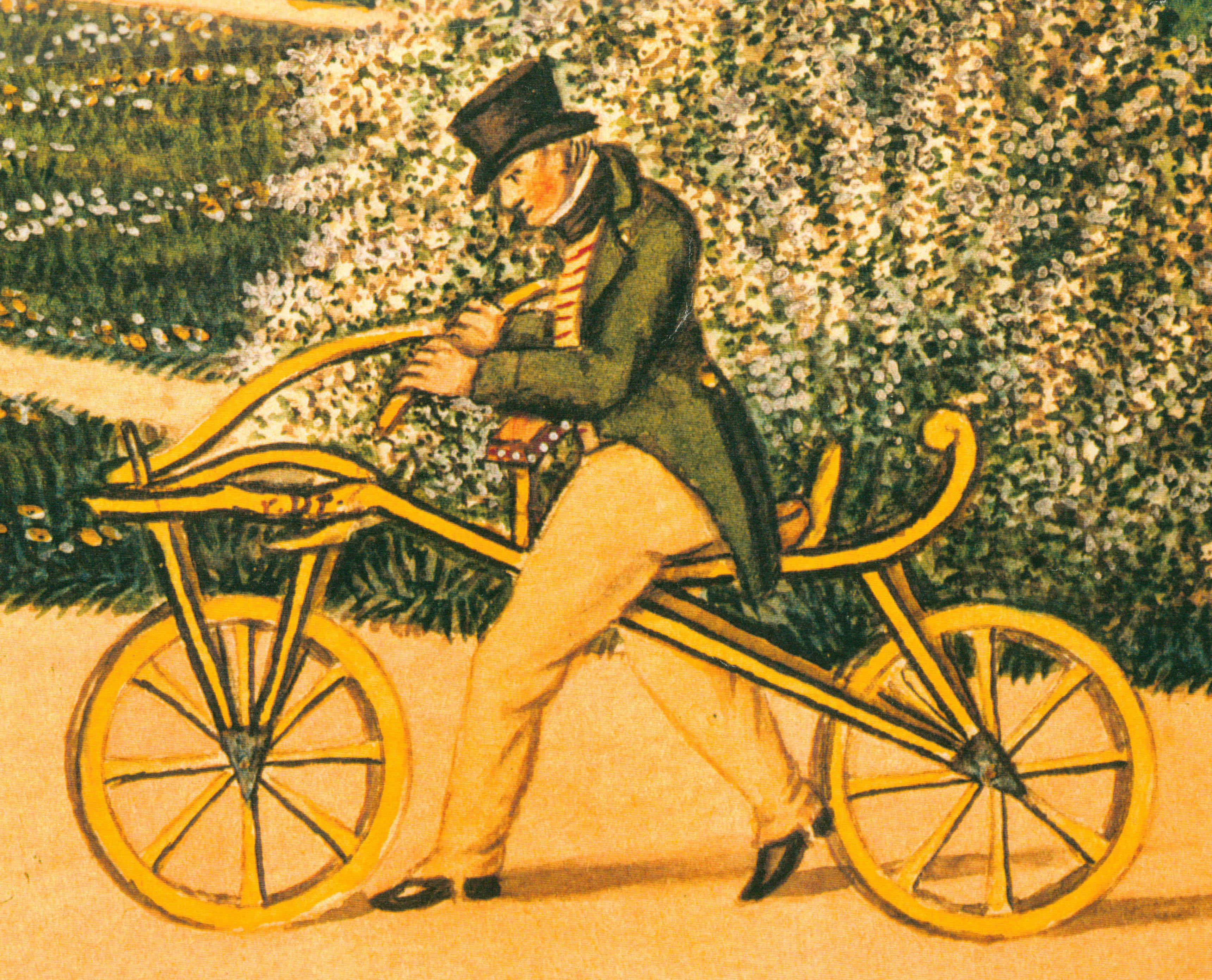
Karl von Drais na svém původním vynálezu v roce 1819

Draisina je jednostopé vozidlo poháněné silou lidských svalů. Je předchůdcem jízdního kola a jeho moderní podobou je dětské odrážedlo. Její vynález bývá všeobecně připisován německému lesníkovi a vynálezci Karlu von Draisovi (1785–1851).
Původní Draisův vynález neměl ještě pedály. Jezdec jej poháněl tak, že se nohama odrážel od země, podobně jako při jízdě na koloběžce. Základní myšlenka tohoto velocipédu sice již byla známa, Drais ji však zdárně dotáhl do konce, když své vozidlo opatřil řiditelným předním kolem, což si nechal v lednu roku 1818 patentovat.
Svoji první zaznamenanou jízdu na vozidle, jež sám nazýval Laufmaschine (německy běhací stroj), podnikl v červnu 1817 v německém Mannheimu.
Moderní podobou draisiny je odrážedlo.

## Historie
Napoleonské války skončily roku 1815. Při výbuchu indonéské sopky Tambora roce 1815 se do atmosféry dostalo tak ohromné množství sopečného popela, že došlo ke změně klimatu, jež následujícího roku natolik ovlivnila úrodu v Evropě a v Severní Americe, že zde roku 1816 vypukl nejhorší hladomor v 19. století. Proto se roku 1816 začalo přezdívat „Rok bez léta“. Situace byla natolik vážná, že lidé v Evropě, aby přežili, museli porazit své koně, kteří byli tehdy hlavním dopravním prostředkem. To mělo za následek celou řadu dopravních problémů, jež se podle některých zdrojů pokoušel vyřešit právě Karl von Drais sestrojením své Laufmaschine. Sám Drais ale uvedl v roce 1813, když si nechal patentovat čtyřkolý vůz, že reaguje na nedostatek koní způsobených válkou: „In Kriegszeiten, wo die Pferde und ihr Futter oft selten werden, könnte ein solcher Wagen wichtig sein“ („V dobách války, kdy jsou koně a jejich potrava často vzácná, by takový vůz mohl být důležitý“). Vozidlo mělo jednu dost vážnou nevýhodu – dalo se s ním totiž jen velmi těžko brzdit. V Německu se proto setkalo s poměrně vlažným přijetím. V jiných zemích však bylo přijato s větším nadšením a dostalo se mu pojmenování, jež bylo odvozeno od jména jeho vynálezce – draisina. Zlidovělý název drezína se dnes používá pro lehké kolejové vozidlo sloužící pro dopravu několika osob.

## Draisina v Anglii a ve Francii
V Anglii a ve Francii se draisiny vyráběly během krátkého období jejich popularity v létě roku 1819. Jedním z výrobců byl i anglický vynálezce Denis Johnson, který v Londýně zhotovoval takzvané dandy horse, jak se jim v Anglii říkalo, s elegantně zakřiveným rámem, jenž umožňoval použití větších kol. Nicméně vzhledem k tomu, že draisiny byly celodřevěné a nikterak odpružené, dávali jejich jezdci přednost jízdě po hladším dláždění chodníků než po hrubé dlažbě cest, což vedlo k častým střetům s chodci. Proto byl v řadě obcí vydán zákaz jejich používání. Další podstatnou nevýhodou tohoto dopravního prostředku byla skutečnost, že musel být zhotoven svému jezdci na míru, aby se mohl pohodlně odrážet nohama od země. Žádný výrobce zřejmě nepřevzal vynález nastavitelného sedla, s nímž přišel v roce 1818 francouzský vynálezce Nicéphore Niépce a uplatnil jej na své draisině, kterou nazval vélocipède.
Po krátkém období slávy upadla draisina rychle v zapomnění. V 60. letech 19. století bylo ve Francii zhotoveno první jízdní kolo, když bylo přední kolo draisiny opatřeno klikovým mechanismem s pedály.

## Zajímavost
Ve svém nejznámějším díle Slávy dcera oslavil draisinu básník Jan Kollár (1793–1852).